# SINPO
SINPO – kod służący do określenia jakości odbioru sygnału stacji radiowej.
Nazwa pochodzi od akronimu słów z języka angielskiego: Signal, Interference, Noise, Propagation i Overall. Kod stosowany był głównie w radiotelegrafii handlowej.
Każda z pięciu liter kodu opisuje określony parametr odbioru i przyjmuje wartości w skali od 1 do 5.
|                 | S               | I                                | N                         | P                                           | O               |
| nazwa polska    | Siła sygnału    | Zakłócenia od innych stacji      | Zakłócenia atmosferyczne  | Zaniki sygnału                              | Ocena ogólna    |
| --------------- | --------------- | -------------------------------- | ------------------------- | ------------------------------------------- | --------------- |
| nazwa angielska | Signal Strength | Degrading effect of Interference | Degrading effect of Noise | Degrading effect of Propagation Disturbance | Overall rating  |
| 5               | bardzo duża     | brak                             | brak                      | brak                                        | bardzo dobra    |
| 4               | duża            | niewielkie                       | niewielkie                | niewielkie                                  | dobra           |
| 3               | średnia         | średnie                          | średnie                   | średnie                                     | dostateczna     |
| 2               | mała            | silne                            | silne                     | silne                                       | zła             |
| 1               | bardzo mała     | bardzo silne                     | bardzo silne              | bardzo silne                                | nie do odsłuchu |

Pochodnym kodem jest SINPFEMO, stosowany głównie w radiotelefonii handlowej. Jest to kod SINPO uzupełniony o dodatkowe parametry odbioru: F – częstość zaników, E – jakość modulacji, M – głębokość modulacji.
|                 | F                        | E                  | M                         |
| nazwa polska    | Częstość zaników         | Jakość modulacji   | Głębokość modulacji       |
| --------------- | ------------------------ | ------------------ | ------------------------- |
| nazwa angielska | Frequency of fading      | Modulation Quality | Modulation Depth          |
| 5               | żadne                    | bardzo dobra       | bardzo dobra (90 do 100%) |
| 4               | bardzo powolne i rzadkie | dobra              | dobra (60 do 90%)         |
| 3               | niewielkie               | dostateczna        | dostateczna (30 do 60%)   |
| 2               | znaczne                  | zła                | mała lub brak (do 30%)    |
| 1               | bardzo duże              | bardzo zła         | trwałe przemodulowanie    |

W przypadku braku oceny parametru odbioru wpisuje się literę X.